# Linospora caudata
Linospora caudata är en svampart som tillhör divisionen sporsäcksvampar, och som beskrevs av P.Larsen. Linospora caudata ingår i släktet Linospora, och familjen Gnomoniaceae. Arten är reproducerande i Sverige.